# Brasiliens Grand Prix 2015
Brasiliens Grand Prix 2015, officiellt Formula 1 Grande Prêmio Petrobras do Brasil 2015, var en Formel 1-tävling som hölls den 15 november 2015 på Autódromo José Carlos Pace i São Paulo, Brasilien. Det var den artonde tävlingen av Formel 1-säsongen 2015 och kördes över 71 varv. Vinnare av loppet blev Nico Rosberg för Mercedes, tvåa blev Lewis Hamilton, även han för Mercedes, och trea blev Sebastian Vettel för Ferrari.

## Kvalet
| KR. | Nr | Förare            | Konstruktör          | Q1        | Q2       | Q3       | Grid |
| --- | -- | ----------------- | -------------------- | --------- | -------- | -------- | ---- |
| 1   | 6  | Nico Rosberg      | Mercedes             | 1.11,746  | 1.12,213 | 1.11,282 | 1    |
| 2   | 44 | Lewis Hamilton    | Mercedes             | 1.11,682  | 1.11,665 | 1.11,360 | 2    |
| 3   | 5  | Sebastian Vettel  | Ferrari              | 1.12,240  | 1.11,928 | 1.11,804 | 3    |
| 4   | 77 | Valtteri Bottas   | Williams-Mercedes    | 1.12,934  | 1.12,374 | 1.12,085 | 71   |
| 5   | 7  | Kimi Räikkönen    | Ferrari              | 1.12,185  | 1.12,243 | 1.12,144 | 4    |
| 6   | 27 | Nico Hülkenberg   | Force India-Mercedes | 1.12,595  | 1.12,485 | 1.12,265 | 5    |
| 7   | 26 | Daniil Kvyat      | Red Bull-Renault     | 1.12,730  | 1.12,527 | 1.12,322 | 6    |
| 8   | 19 | Felipe Massa      | Williams-Mercedes    | 1.12,980  | 1.12,858 | 1.12,415 | 8    |
| 9   | 3  | Daniel Ricciardo  | Red Bull-Renault     | 1.12,639  | 1.12,825 | 1.12,417 | 192  |
| 10  | 33 | Max Verstappen    | Toro Rosso-Renault   | 1.12,824  | 1.12,712 | 1.12,739 | 9    |
| 11  | 12 | Felipe Nasr       | Sauber-Ferrari       | 1.13,111  | 1.12,989 |          | 133  |
| 12  | 55 | Carlos Sainz, Jr. | Toro Rosso-Renault   | 1.13,267  | 1.13,045 |          | 10   |
| 13  | 11 | Sergio Pérez      | Force India-Mercedes | 1.13,140  | 1.13,147 |          | 11   |
| 14  | 9  | Marcus Ericsson   | Sauber-Ferrari       | 1.13,346  | 1.13,233 |          | 12   |
| 15  | 8  | Romain Grosjean   | Lotus-Mercedes       | 1.13,056  | 1.13,913 |          | 14   |
| 16  | 13 | Pastor Maldonado  | Lotus-Mercedes       | 1.13,385  |          |          | 15   |
| 17  | 22 | Jenson Button     | McLaren-Honda        | 1.13,425  |          |          | 16   |
| 18  | 53 | Alexander Rossi   | Marussia-Ferrari     | 1.16,151  |          |          | 17   |
| 19  | 28 | Will Stevens      | Marussia-Ferrari     | 1.16,283  |          |          | 18   |
| —   | 14 | Fernando Alonso   | McLaren-Honda        | Ingen tid |          |          | 204  |

| Vidare från första kvalrundan ▬▬ Vidare från andra kvalrundan ▬▬ |

Noteringar:
- ^1  — Valtteri Bottas fick tre platsers nedflyttning för att ha kört om Felipe Nasr under rödflagg under det andra träningspasset.
- ^2  — Daniel Ricciardo fick 10 platsers nedflyttning för ett otillåtet motorbyte.
- ^3  — Felipe Nasr fick tre platsers nedflyttning för att ha hindrat Felipe Massa under kvalificeringen.
- ^4  — Fernando Alonso misslyckades att sätta en varvtid i kvalet. Han fick starta eftersom han fått dispens från domarna.

## Loppet
| Pos. | Nr | Förare            | Konstruktör          | Varv | Tid              | Grid | P  |
| ---- | -- | ----------------- | -------------------- | ---- | ---------------- | ---- | -- |
| 1    | 6  | Nico Rosberg      | Mercedes             | 71   | 1:31.09,090      | 1    | 25 |
| 2    | 44 | Lewis Hamilton    | Mercedes             | 71   | +7,756           | 2    | 18 |
| 3    | 5  | Sebastian Vettel  | Ferrari              | 71   | +14,244          | 3    | 15 |
| 4    | 7  | Kimi Räikkönen    | Ferrari              | 71   | +47,543          | 4    | 12 |
| 5    | 77 | Valtteri Bottas   | Williams-Mercedes    | 70   | +1 varv          | 7    | 10 |
| 6    | 27 | Nico Hülkenberg   | Force India-Mercedes | 70   | +1 varv          | 5    | 8  |
| 7    | 26 | Daniil Kvyat      | Red Bull-Renault     | 70   | +1 varv          | 6    | 6  |
| 8    | 8  | Romain Grosjean   | Lotus-Mercedes       | 70   | +1 varv          | 14   | 4  |
| 9    | 33 | Max Verstappen    | Toro Rosso-Renault   | 70   | +1 varv          | 9    | 2  |
| 10   | 13 | Pastor Maldonado  | Lotus-Mercedes       | 70   | +1 varv          | 15   | 1  |
| 11   | 3  | Daniel Ricciardo  | Red Bull-Renault     | 70   | +1 varv          | 19   |    |
| 12   | 11 | Sergio Pérez      | Force India-Mercedes | 70   | +1 varv          | 11   |    |
| 13   | 12 | Felipe Nasr       | Sauber-Ferrari       | 70   | +1 varv          | 13   |    |
| 14   | 22 | Jenson Button     | McLaren-Honda        | 70   | +1 varv          | 16   |    |
| 15   | 14 | Fernando Alonso   | McLaren-Honda        | 70   | +1 varv          | 20   |    |
| 16   | 9  | Marcus Ericsson   | Sauber-Ferrari       | 69   | +2 varv          | 12   |    |
| 17   | 28 | Will Stevens      | Marussia-Ferrari     | 67   | +4 varv          | 18   |    |
| 18   | 53 | Alexander Rossi   | Marussia-Ferrari     | 67   | +4 varv          | 17   |    |
| Ret  | 55 | Carlos Sainz, Jr. | Toro Rosso-Renault   | 0    | Elektronik       | PL1  |    |
| DSQ  | 19 | Felipe Massa      | Williams-Mercedes    | 70   | Diskvalificerad2 | 8    |    |

| Förare och stall som tog poäng ▬▬ |

Noteringar:
- ^1  — Carlos Sainz, Jr. fick starta loppet från depån efter att hans bil stannat på väg till startgriden.
- ^2  — Felipe Massa blev diskvalificerad på grund av att hans däck hållit för hög temperatur inför loppers start.

## Ställning efter loppet
|   | Pos. | Förare           | Poäng |
| - | ---- | ---------------- | ----- |
| ▬ | 1    | Lewis Hamilton   | 363   |
| ▬ | 2    | Nico Rosberg     | 297   |
| ▬ | 3    | Sebastian Vettel | 266   |
| ▬ | 4    | Valtteri Bottas  | 136   |
| ▬ | 5    | Kimi Räikkönen   | 135   |

|   | Pos. | Konstruktör          | Poäng |
| - | ---- | -------------------- | ----- |
| ▬ | 1    | Mercedes             | 660   |
| ▬ | 2    | Ferrari              | 401   |
| ▬ | 3    | Williams-Mercedes    | 253   |
| ▬ | 4    | Red Bull-Renault     | 178   |
| ▬ | 5    | Force India-Mercedes | 120   |

- Notering: Endast de fem bästa placeringarna i vardera mästerskap finns med på listorna.